# 赤坂 (北九州市)
赤坂（あかさか）は、福岡県北九州市小倉北区の地名。現行行政町名としては赤坂1丁目-5丁目および北に隣接する赤坂海岸（あかさかかいがん）がある。現在は閑静な住宅地だが、古くは赤間関（本州）との渡し場であり、また豊前小倉藩の鬼門（東北）の守りである延命寺の門前町としての性格も持っていたため、江戸時代まで大いに繁栄した。

## 地理
赤坂は小倉北区の東北端で門司区との区境に位置する。現在の赤坂の地形は、西側（小倉側）と東側（門司側）とで異なる。西側は延命寺川を中心とする扇状地の右岸から成り、かたや東側は足立山系を背とする丘陵地から成る。
現在赤坂は、小倉市街地に近い順に（西から東へ）、1丁目が延命寺川沿いの扇状地、2丁目が扇状地並びに鳥越峠西側斜面から赤坂山（延命寺山、弾正山。かつて延命寺が置かれていた。現在の妙法寺付近）に続く丘陵地、3丁目が鳥越峠並びにここから赤坂山－手向山の間に下る小渓谷、4丁目が手向山となっており、これら1～4丁目の北側を東西に走る国道3号を挟んだ北側の旧海岸線並びに埋立地（厳密には国道3号によって削り取られた手向山の海側にせり出したわずかな部分も含まれる）が5丁目、5丁目のさらに北側を東西に走る国道199号を挟んださらに北側の埋立地が1965年（昭和40年）に完成した赤坂海岸である。
本来、江戸時代から1889年（明治22年）までの企救郡赤坂村があった場所は、延命寺川河口の海岸線一帯（主として現在の赤坂5丁目と高浜2丁目に相当する）であった。残る扇状地の大部分（主として現在の赤坂1丁目と2丁目の一部に相当する）はかつて富野村に属し、丘陵地（現在の赤坂3、4丁目に相当し、手向山も含まれる）は、かつて鳥越（とり越え）と呼ばれていた。現在、延命寺川の扇状地の右岸は赤坂に組み入れられており、川を挟んで赤坂と上富野が向かい合っている。また、鳥越も赤坂に組み入れられその地名は失われたが、北九州高速道路4号線のトンネル・鳥越隧道、同陸橋・鳥越橋、 西鉄バスの鳥越バス停（門司区西新町）などに名前が残されている。このように現在の赤坂は、かつての赤坂村、富野村（の延命寺川右岸）、ならびに鳥越から成っている。
足立山系の鳥越の丘陵地が手向山となって海岸に迫っている辺りは江戸時代まで交通の難所であった。このことは現在でも、小倉市街地と門司市街地とを結ぶ幹線のすべて（海側から順に国道199号、JR鹿児島本線、国道3号の手向山隧道、北九州高速道路4号線の鳥越隧道）が、手向山を南北に挟んだ直線にして約600メートルの距離に集中し、とくに山側の後二者はトンネルとなっていることから窺い知ることができる。しかも、かつては路面電車（旧西鉄北九州線）も国道3号の手向山隧道を通過しており、これは西鉄北九州線の唯一のトンネルであった。
また、赤坂の地名の由来は、鳥越峠の西側の斜面（現在は北九州市立桜丘小学校が建っている）がかつて赤土であり、これがかつて赤坂の渡し場のランドマーク（海から見た陸上の目印）であったという説が有力である。
赤坂山から鳥越峠に至る高台（現在の2～3丁目）は風光明媚で下関、彦島、巌流島、関門海峡、関門橋、壇ノ浦、響灘、小倉市街地、若戸大橋、皿倉山、遠くに玄界灘を一望することができる（昭和40年代まで延命寺八景園という町名があった）。このように小倉の城下町を一望に見下ろす鳥越峠付近は地政学的に要害の地であり、長州戦争（小倉戦争、豊長戦争）における初期の激戦地となった（赤坂の戦い）。
ちなみに、鳥越隧道の小倉側の北九州高速道路4号線上り線にあるパーキングエリアは、日本屈指の小さいパーキングエリアである（富野パーキングエリア、北九州市小倉北区赤坂1758-8）。

## 歴史
関門の渡し場のひとつであった赤坂の名は、古くは室町時代の文書に確認することができる。赤間関から赤坂に上陸すれば、門司往還の手向山の難所を飛び越え小倉の町と直結、また、小倉の町すじを避け足立山麓を通って南下し現在の黒原交差点で中津街道と合流する短絡も開けていた（中津街道の本来の起点は小倉の常盤橋であり、中津口を経由して黒原交差点に至る）。この中津街道に合流する短絡は現在でもその大部分を辿ることができ（後にこれに伴走する新道が整備され現在の県道264号湯川赤坂線になっている）、また追分に祭られていた猿田彦の石碑は現在も赤坂５丁目の門司往還沿いに現存する。このように江戸時代まで赤坂は北の赤間関 、西の小倉、南の中津街道、東の門司を結ぶ交通の要所であった。

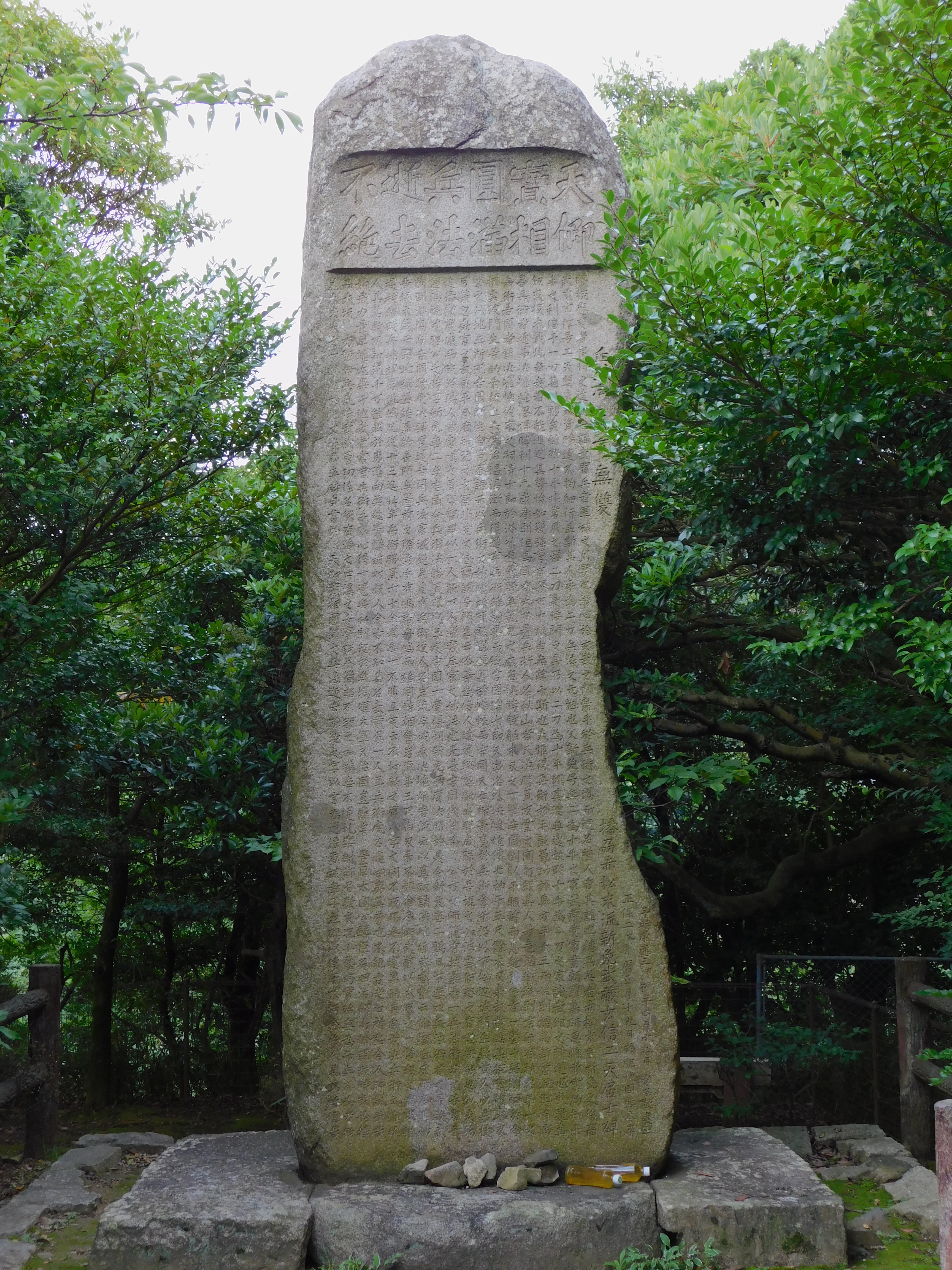
小倉碑文 (宮本武蔵の顕彰碑文)

前述のように門司往還（下鳥越路）の鳥越の丘陵地（手向山）が海岸に迫っている辺りは江戸時代まで交通の難所であり、街道沿いには地蔵尊が祭られ、その一帯は地蔵ヶ鼻と呼ばれていた。地蔵尊の祠の脇からは清水が湧出し、旅人は地蔵に水を掛け無事を祈るとともに喉の渇きをうるおしたと伝えられる（その後地蔵尊は線路拡幅のため、現在の国道3号沿いの手向山北側の位置に移転）。
また小倉から門司に通じる道は門司往還の他に、富野から山中の鳥越峠を通っていく八丁越の道（上鳥越路）もあった。なお、手向山には宮本伊織が1654年（承応3年）に建立した有名な宮本武蔵顕彰碑（いわゆる小倉碑文）がある。
赤坂山は豊前小倉藩第2代藩主小笠原忠雄の治世中（1667年（寛文7年） - 1725年（享保10年））に小倉の東北（鬼門）ということで、藩の庇護のもと築上郡川底村（豊前市）の廃寺を移し天台宗延命寺の大伽藍が建立された（誤解を恐れずに言えば、延命寺は「小倉の延暦寺」であった）。東叡山寛永寺の末寺で、山号は東北山とされ、1735年（享保20年）には境内に東照宮も勧請された。このようにかつての延命寺は豪壮華麗で、特に忠真の側室・永貞院は延命寺への信仰が篤く、千体の地蔵尊を寄進した。しかし1866年（慶応2年）に長州戦争の兵火にかかり境内は灰燼に帰し、1868年（明治元年）に建物は解体され、廃寺となった。現在の国道3号を赤坂一丁目東交差点から入り、道なりに進むと赤坂山へと登る長い階段に続くが、これはかつての延命寺の参道の遺構である（この付近にはその他に階段が数箇所残されているが、現在通行禁止となっているものもある）。後に延命寺の仏像を、福聚寺や萬福寺の管長を務めた紫石が、赤坂山の下、延命寺川向かいの地（現在は富野に組み入れられた）に1914年（大正3年）黄檗宗延命山観音寺を創建し安置した。これが現在の延命寺である。
赤坂の戦い（長州戦争）の詳細は後述。
延命寺があった赤坂山はその後、延命寺公園として整備された。これに連なる鳥越峠の西側の赤土の斜面も、昭和初期まで共楽園という名の桜の名所として整備されていたが、太平洋戦争（大東亜戦争）になると防空壕として使用された。この地は戦後の1956年（昭和31年）に、小倉市立桜丘小学校（現在の北九州市立桜丘小学校）が置かれた。同校の校歌（作詞：栗原一登（小倉師範学校出身。劇作家、光村図書の国語教科書編著者、女優・栗原小巻の父）、作曲：平井康三郎）冒頭に「あか土の丘の学校　ぼくのわたしの学校　しおかぜの道をのぼれば　海がみえる　玄海の波がとどろく　元気に学ぼうよ歴史の丘で」とあり、赤坂・富野・鳥越の背景が栗原と平井によって簡明に歌われている。小学校以外の鳥越の丘陵地も昭和40年代中ごろまでにほぼ完全宅地化された。
。
昭和62年ころまで、妙法寺東側隣接地に高級旅館「潮風園」が存在した。ここは夜桜銀次事件として知られる山口組等による暴力団抗争の手打ち式が行われた場所としても知られている。

## 赤坂の戦い

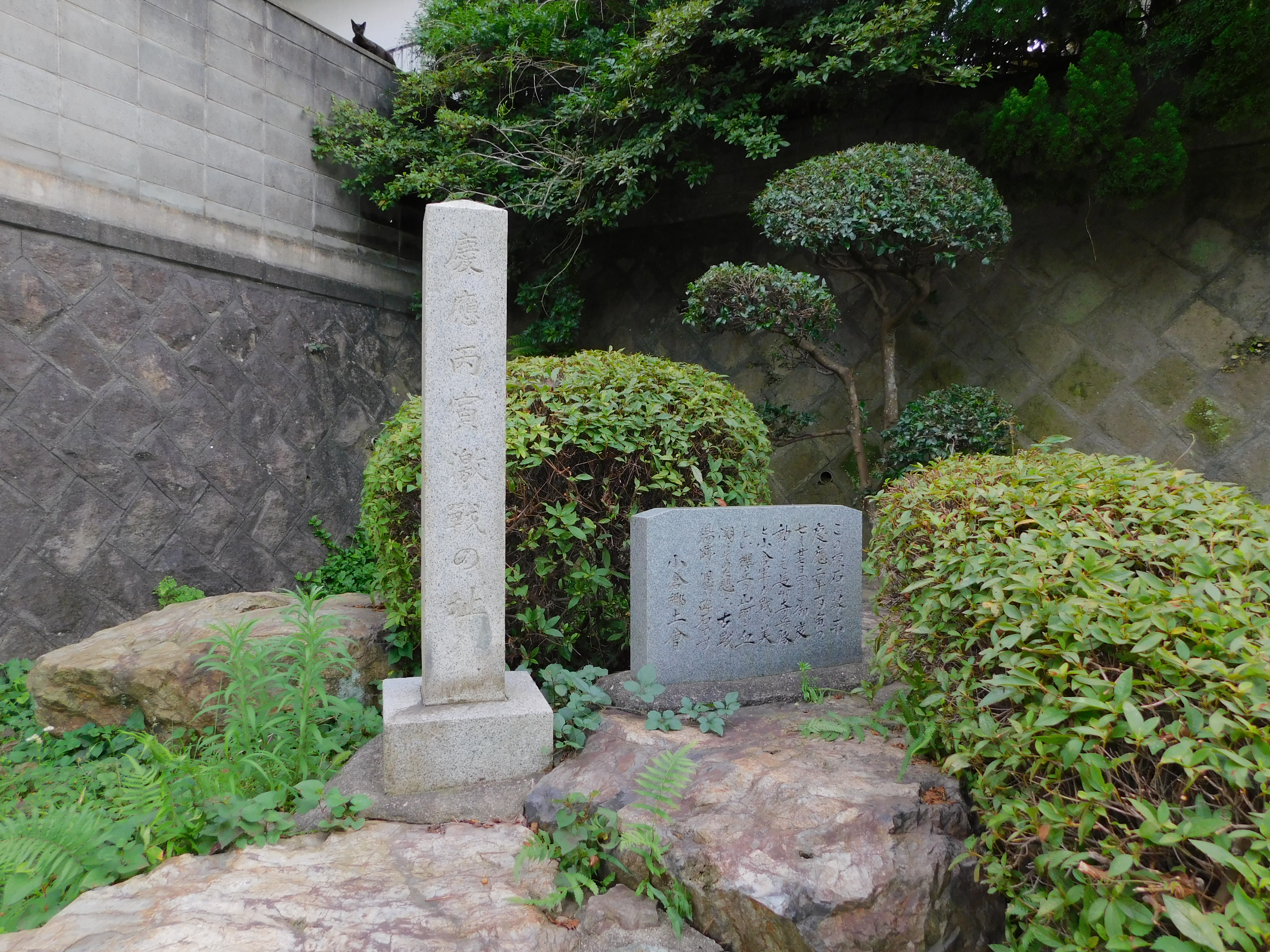
赤坂東公園内にある赤坂の戦い激戦の址

1866年（慶応2年）7月27日、赤坂山は長州戦争（小倉戦争、豊長戦争）最大の激戦地となる。赤坂の戦い、赤坂口の戦い、赤坂山の戦い、赤坂合戦、赤坂・鳥越の戦いなどと呼ばれている。小倉戦争における幕府軍は征長軍小倉口総督小笠原長行（老中）の指揮下にあったが、配下の幕府陸軍歩兵隊、九州諸藩軍とも戦闘参加には極めて消極的で、開戦以来小倉藩軍が単独抗戦を強いられている状態だった。長州軍側は海軍総督高杉晋作が指揮していた。
小倉戦争は、6月17日の長州軍による田ノ浦急襲で始まった。小倉藩は、征長軍の九州口先鋒として戦備を整えていたが、装備は旧式であり、また小笠原総督の指導力の無さから幕府陸軍歩兵隊や九州諸藩軍が傍観的な姿勢に終始する中で、単独で長州側の先制攻撃への抗戦を強いられ、田ノ浦に続いて7月2日-3日の大里の戦いでも苦戦を続けていた。大里の戦いの敗戦後、小倉藩は防衛体制を再編し、小倉城下防衛上の最重要拠点である赤坂・鳥越地区に熊本藩軍を配属することとした。

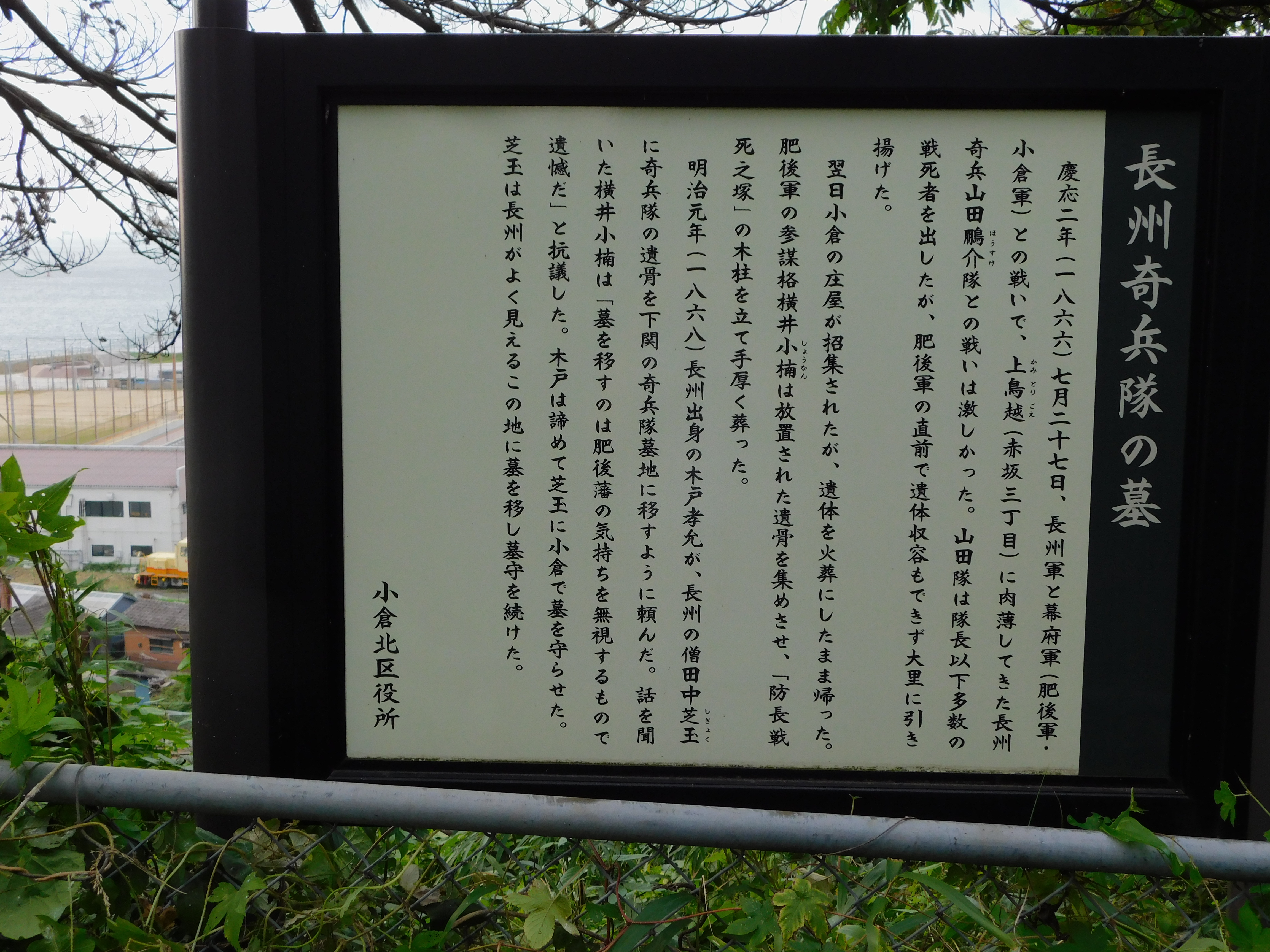
赤坂2丁目妙法寺近くにある長州奇兵隊戦死墓の説明。写真左側は関門海峡。

熊本藩細川氏は、小倉藩小笠原氏とは戚族（親族）の関係にあり、全体として参戦に消極的な九州諸藩の中では小倉藩に最も近い立場にあった。軍備の近代化も進めており、征長軍への参加に際しても、家老・長岡監物の指揮下にアームストロング砲（8門）や洋式銃などを装備した精鋭を派遣していた。この部隊が、延命寺台場を含む赤坂・鳥越地区に布陣することとなった。
7月27日に、長州軍は侵攻を再開し、大里地区から小倉に向かった。小倉藩軍は抵抗を続けたものの、火力の差が大きく、後退しながら延命寺台場の前面に長州軍を誘引した。熊本藩軍はここで長州軍に激しい銃砲撃を加えて大打撃を与え、更に小倉藩軍が追撃して大里方面まで長州軍を撃退することに成功した。
この戦いで延命寺は焼失した。

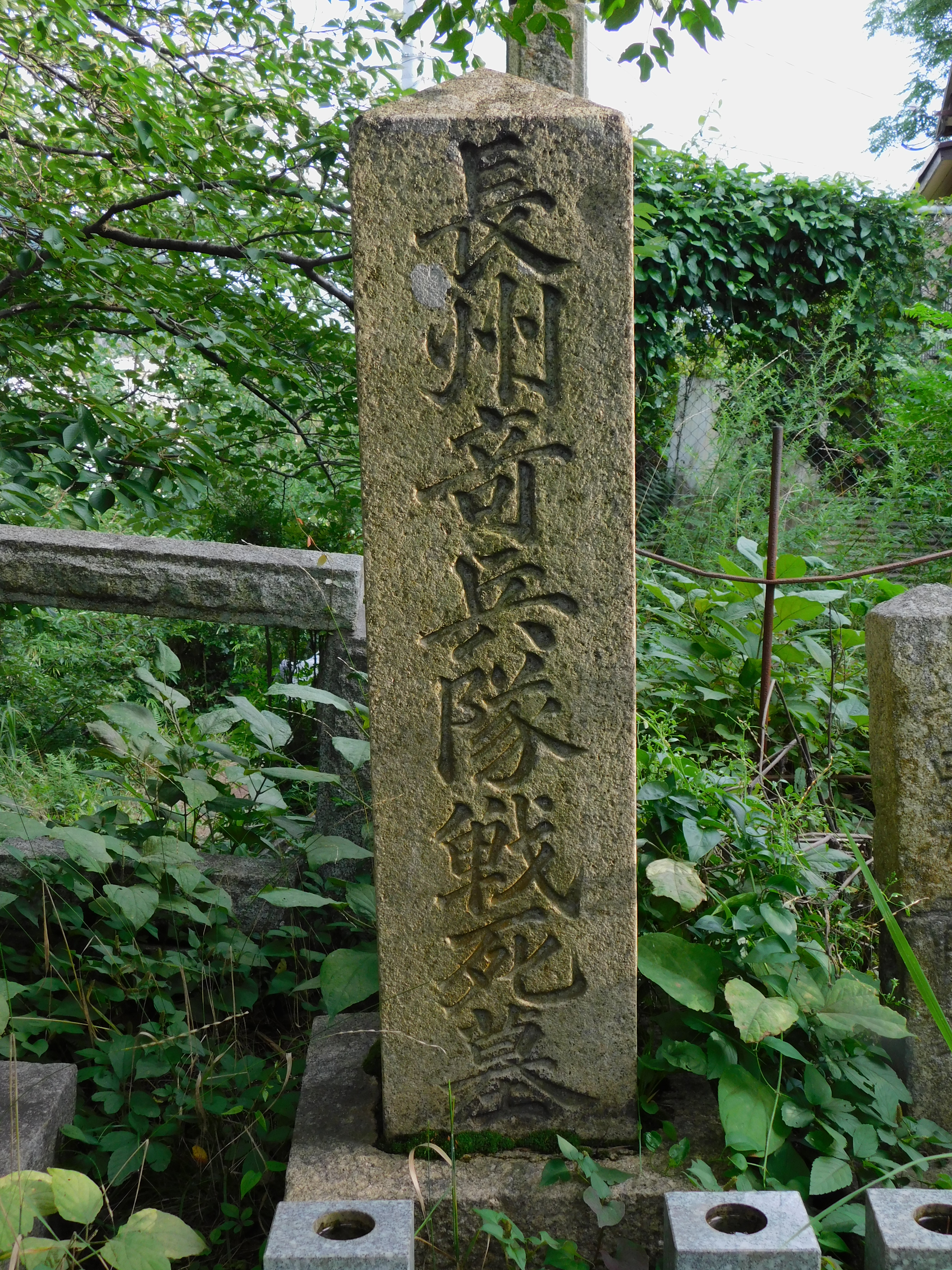
赤坂2丁目妙法寺近くにある長州奇兵隊戦死墓

小倉戦争で初めて幕府側優位となった戦闘であったが、小笠原総督に対する熊本藩軍の不信は高まり、7月28日に熊本藩軍は無断で赤坂からの撤退を開始し、帰国する。長岡監物が出した支援要請を小笠原総督が拒絶したこと、熊本軍も少なからぬ被害が出ていたことが原因だったとされる。

長州軍側では、奇兵隊第一小隊（槍隊）隊長山田鵬輔らが戦死した。また奇兵隊軍監として赤坂の戦いに参戦していた山県有朋が後に記した「越の山風」に、同じく参謀として参戦していた時山直八が越後長岡藩との朝日山の戦いで戦死する前日、山県に語ったことが記されている。「豈に科らんや此別即ち時山（時山直八）との永訣とならんとは、別に臨んで時山が、明日の戰ひは赤坂の戰ひよりも困難なるべしと語りたる、其の言葉は、今尚余の耳底に留まりて、悲酸の響きを爲し居るなり」
幕府軍から熊本軍が離脱したことで、小倉藩は孤立した。8月1日、小倉藩は自ら小倉城に火を放ち、香春に撤退した。

## ギャラリー

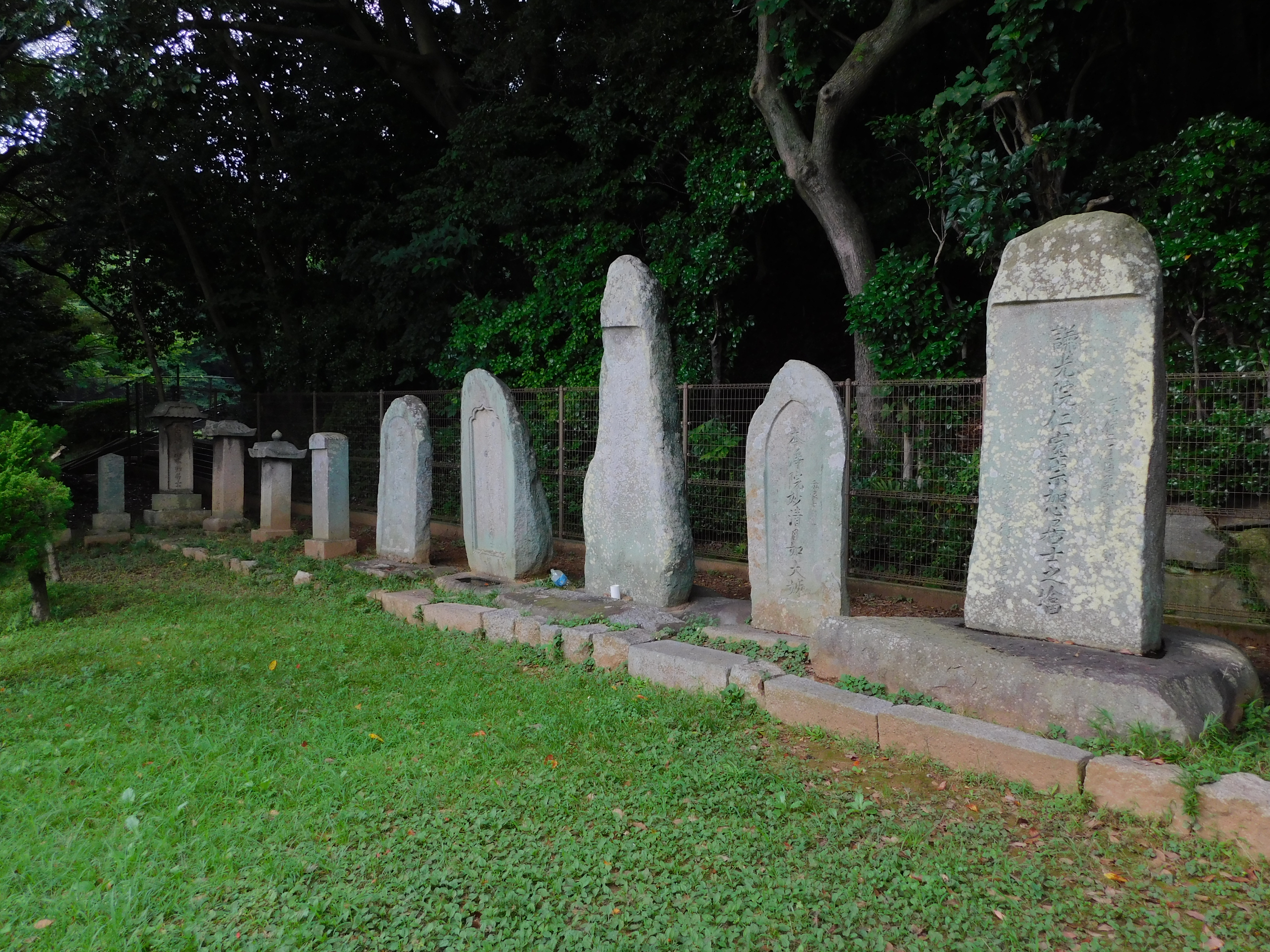
宮本伊織および宮本家代々の墓（手向山の麓）
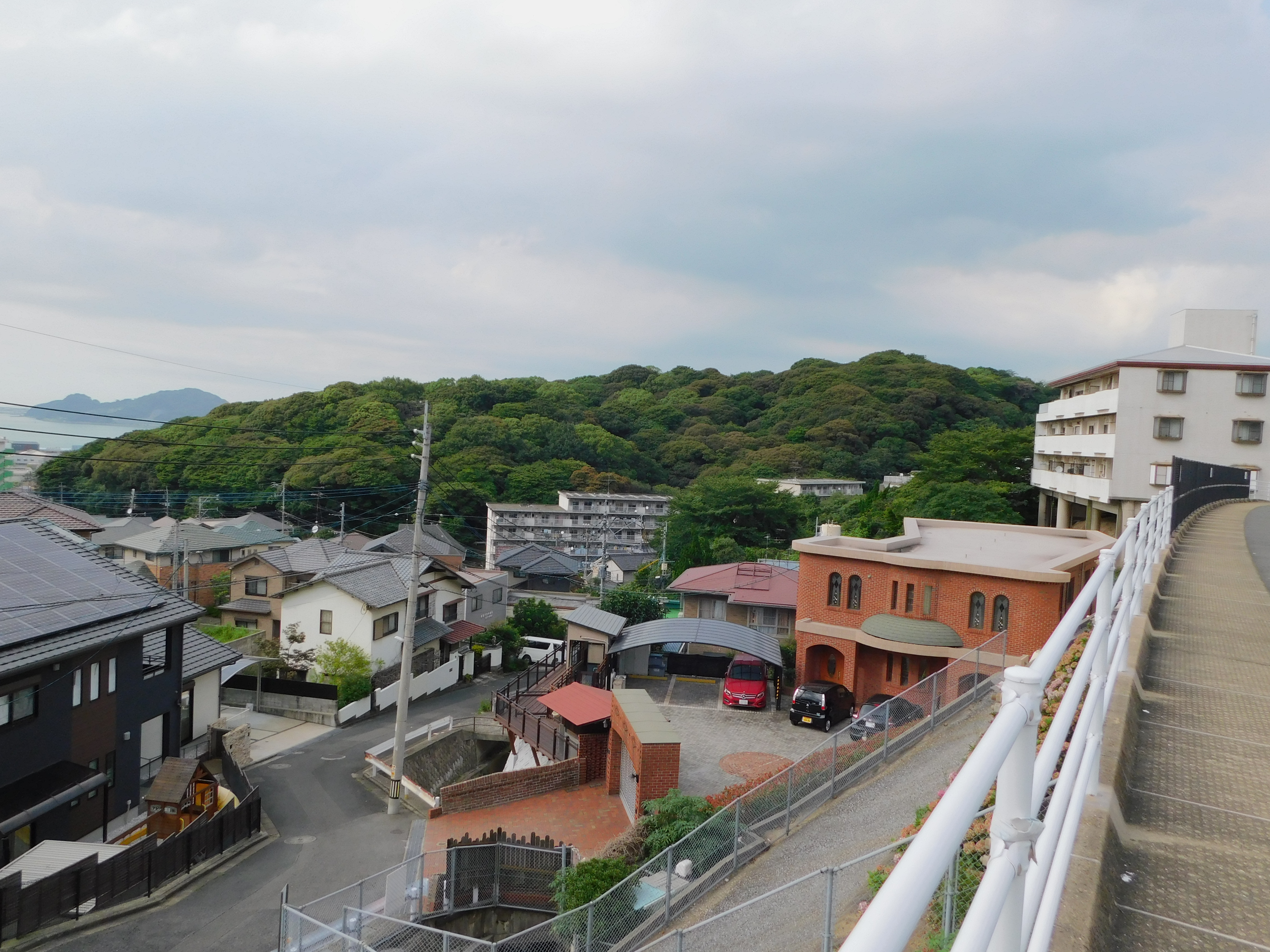
手向山の景観。左側が関門海峡。
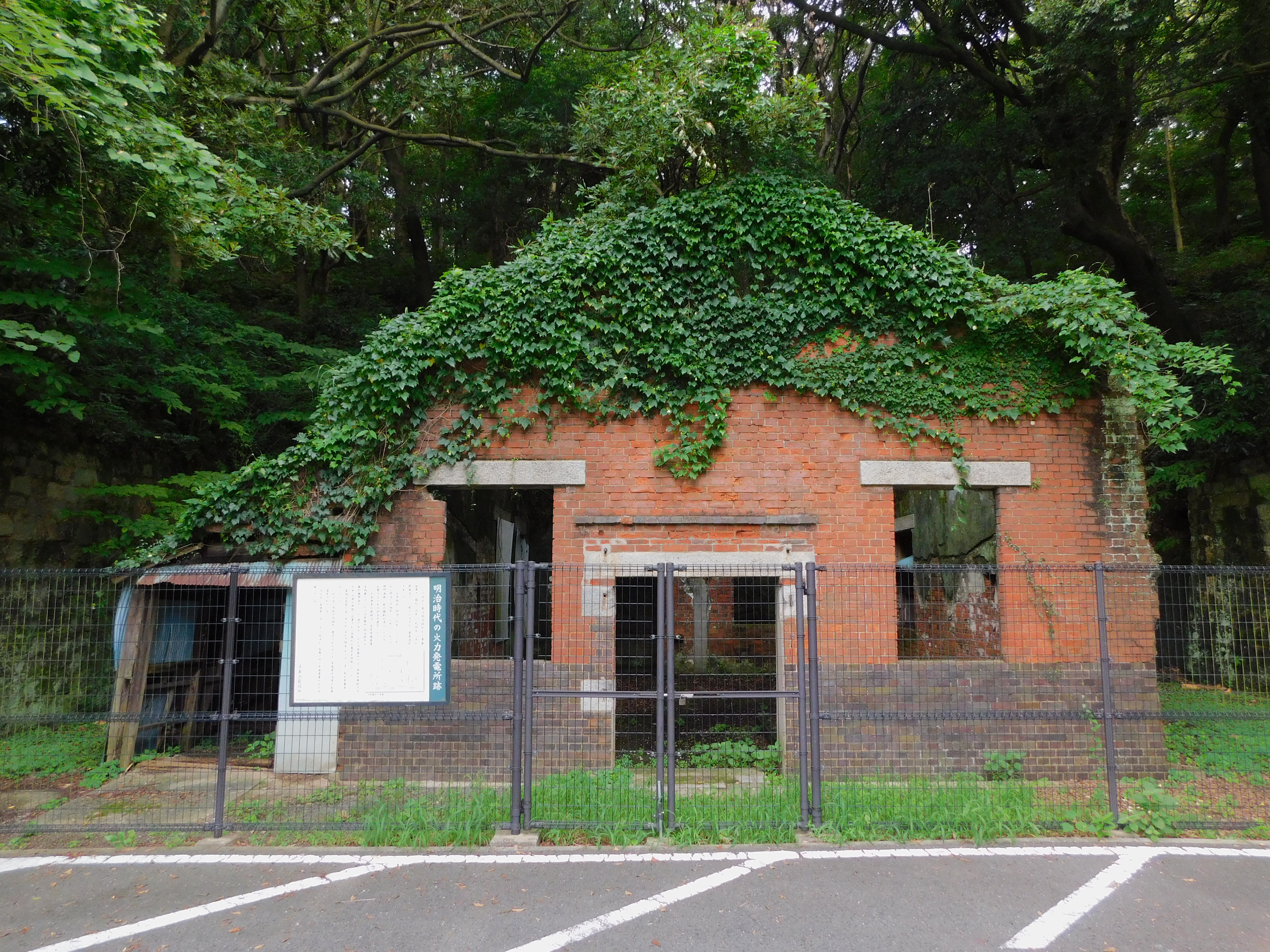
明治時代の火力発電所跡（手向山）
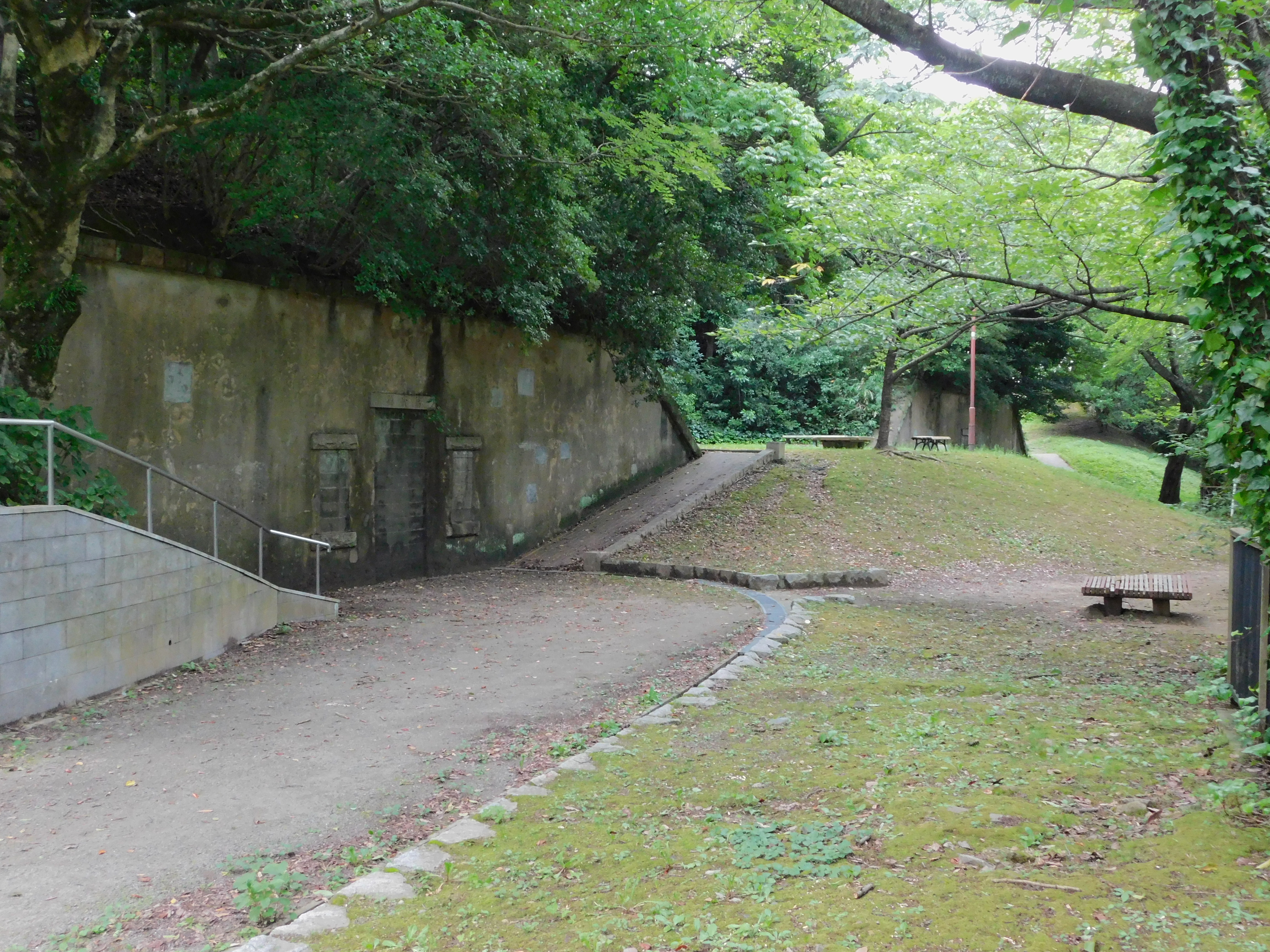
手向山砲台（田向山砲台）要塞施設跡
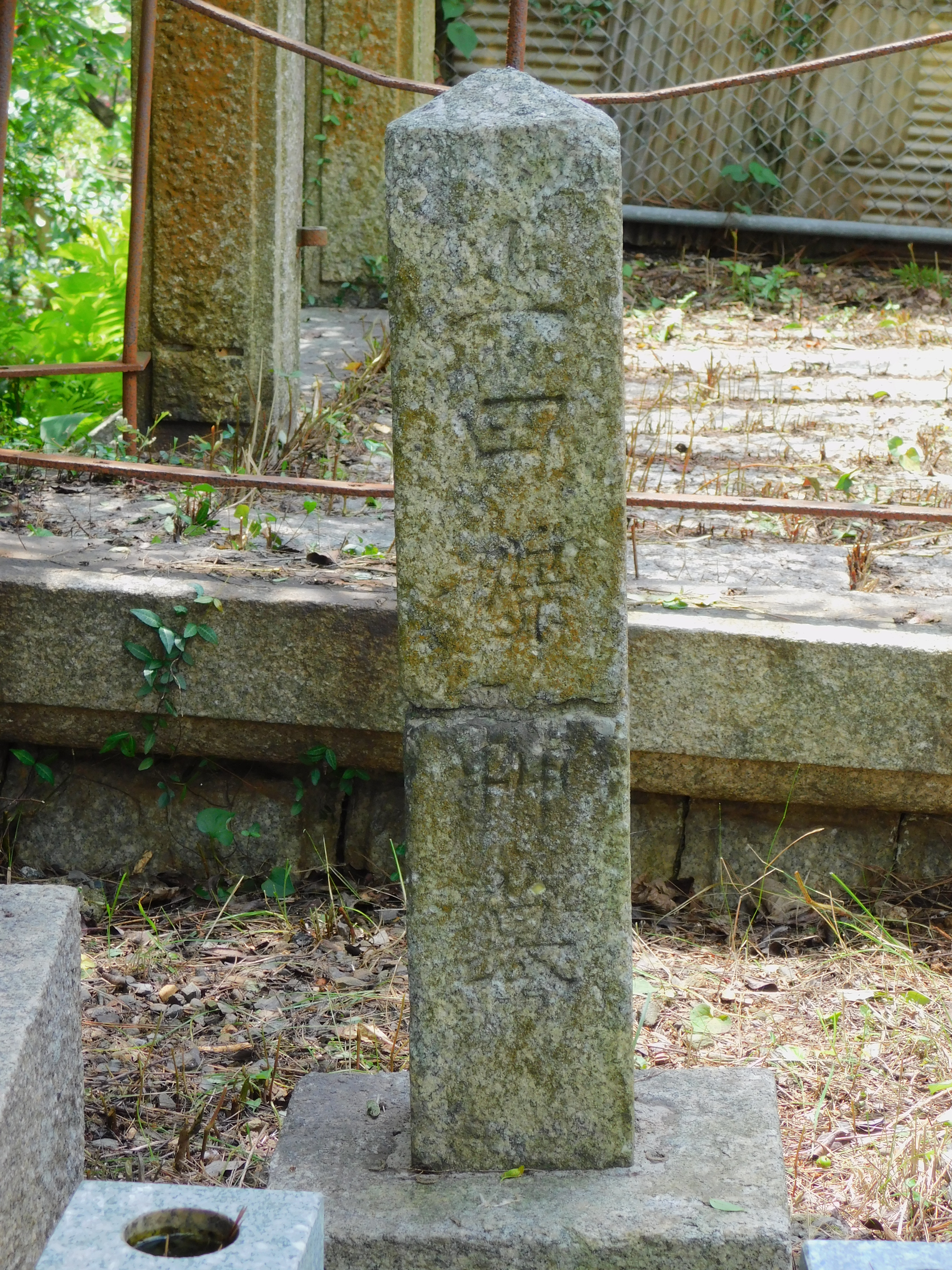
奇兵隊第一小隊（槍隊）隊長山田鵬輔の墓
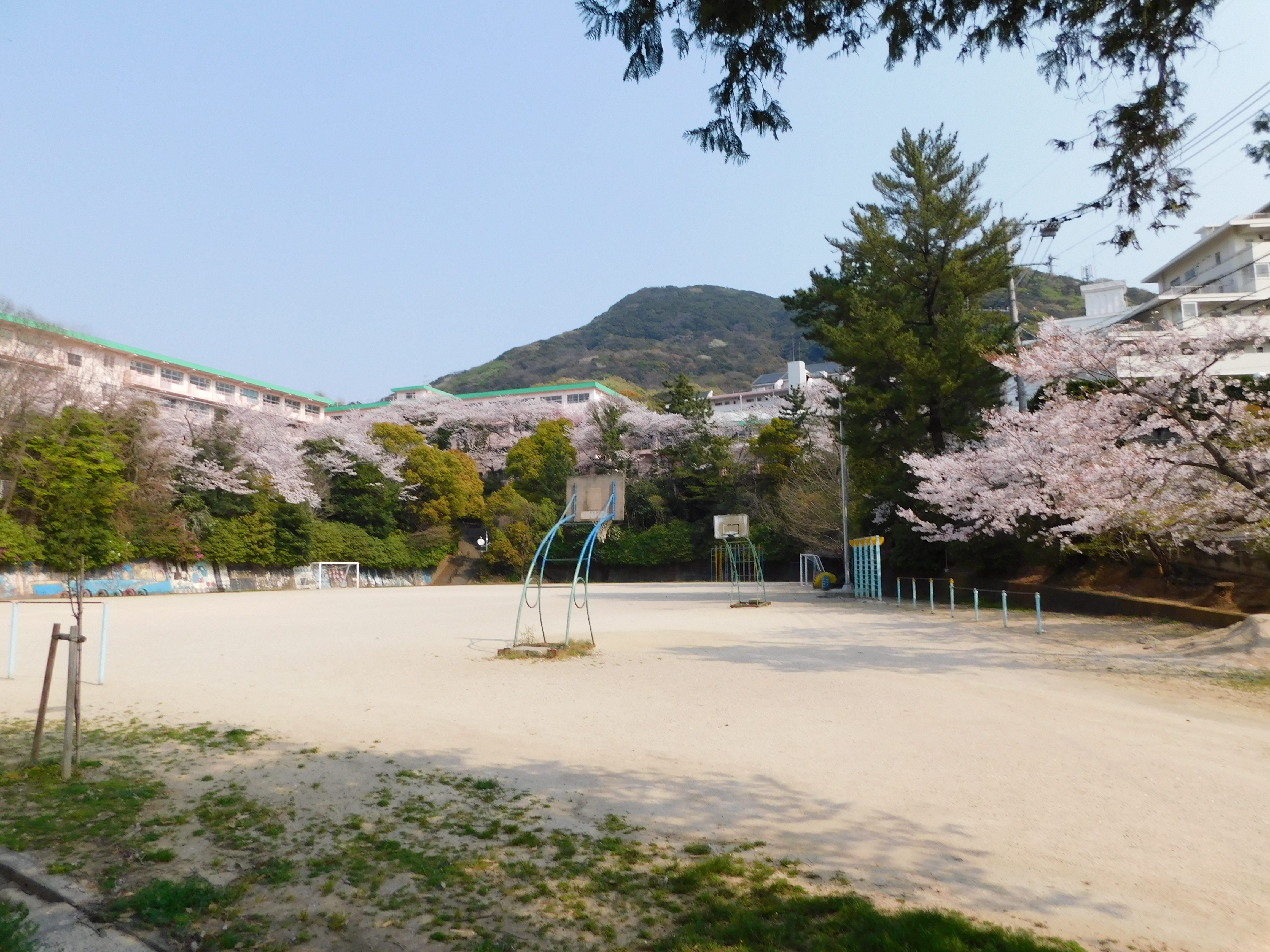
桜の季節の北九州市立桜ヶ丘小学校
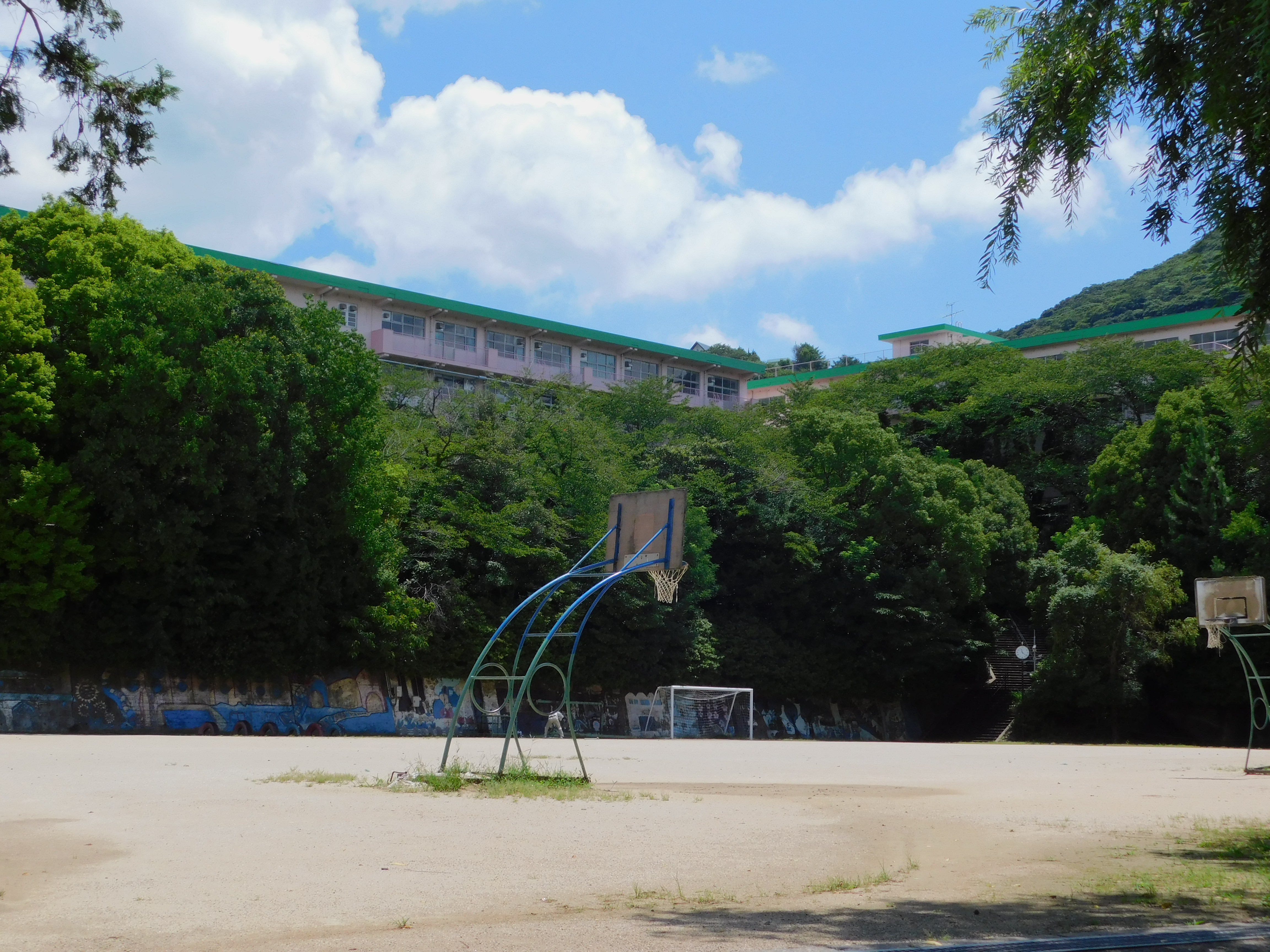
北九州市立桜ヶ丘小学校
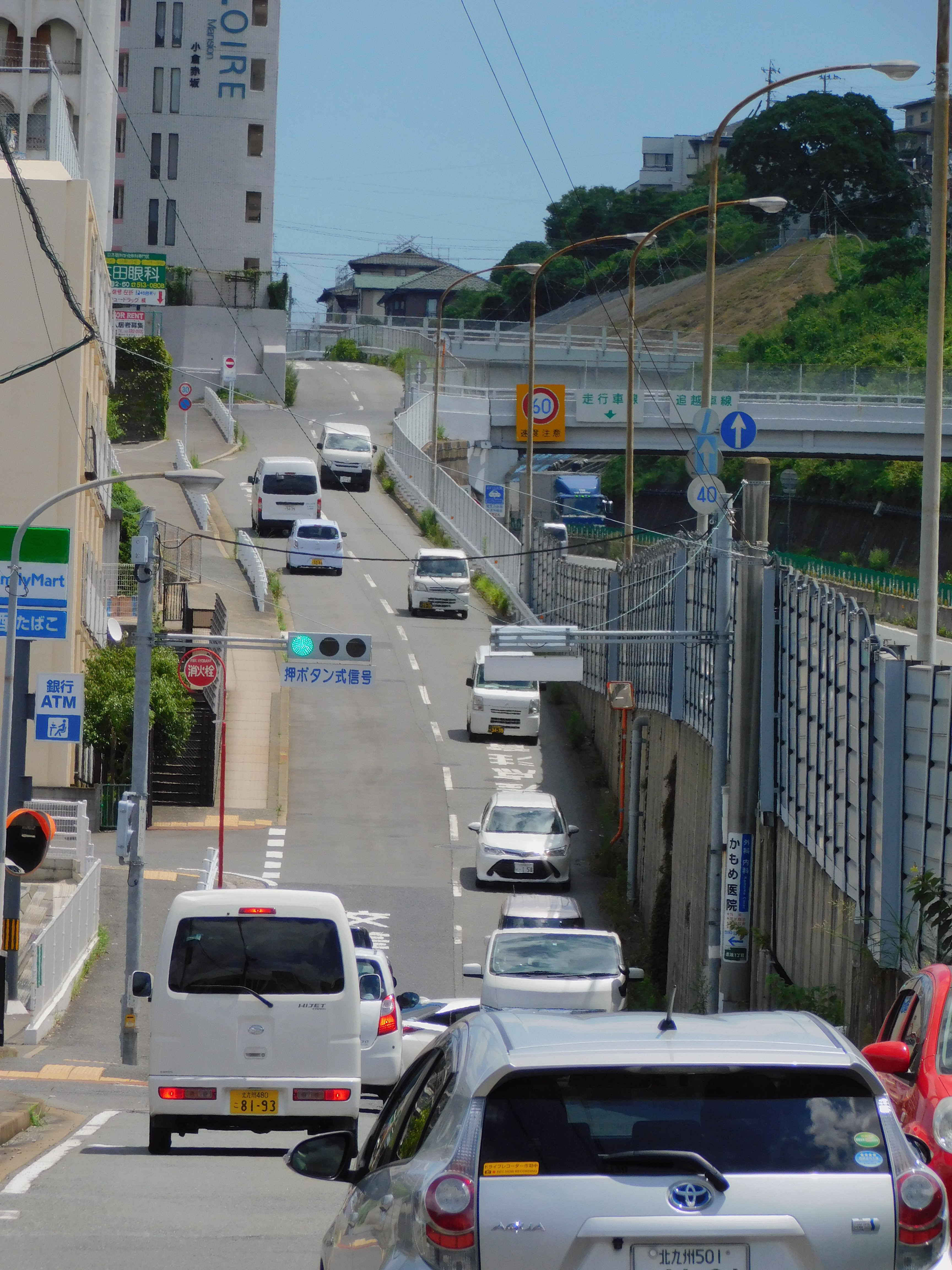
鳥越峠
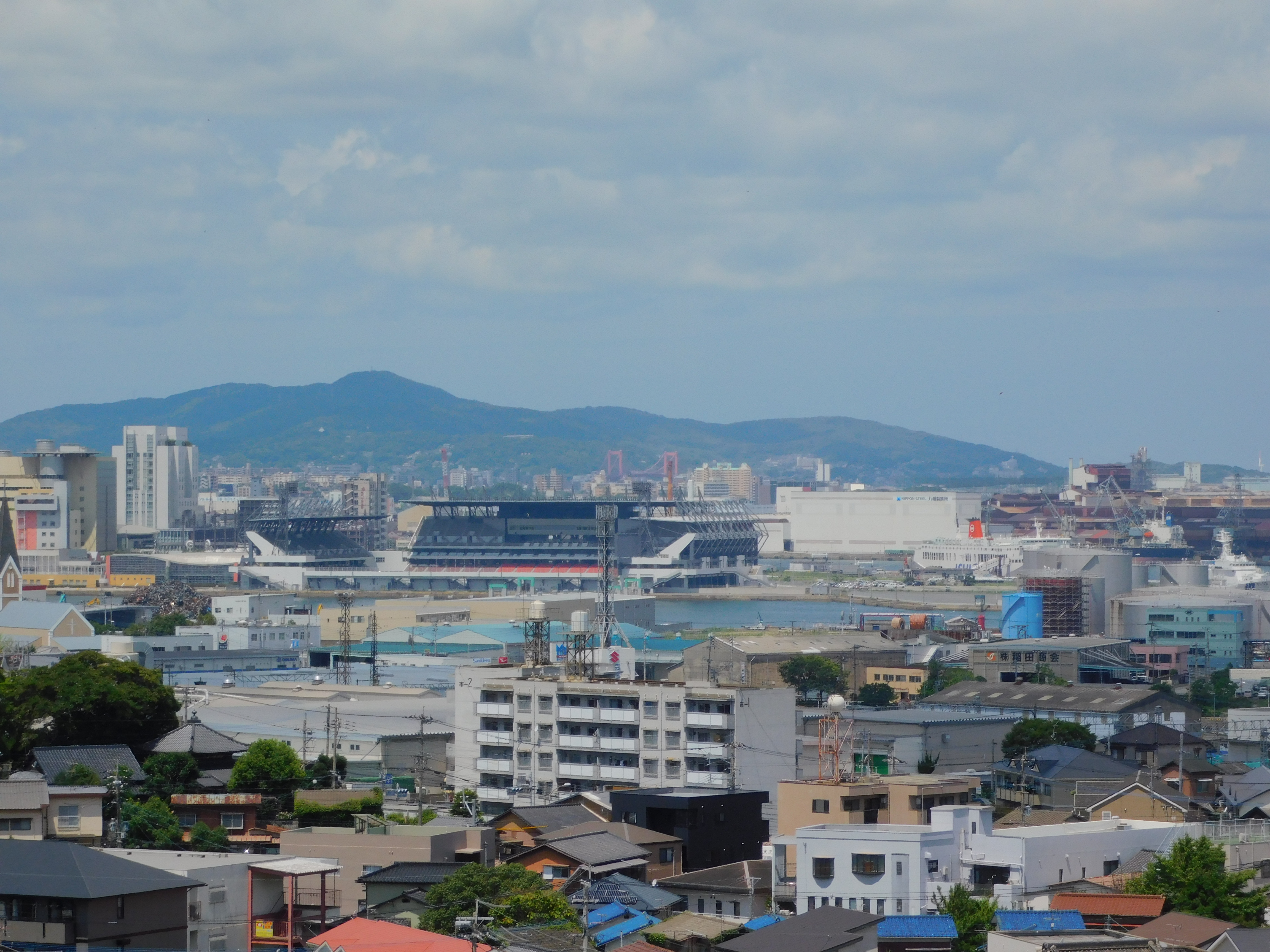
旧・延命寺八景園地区からの眺望。遠くに若戸大橋。
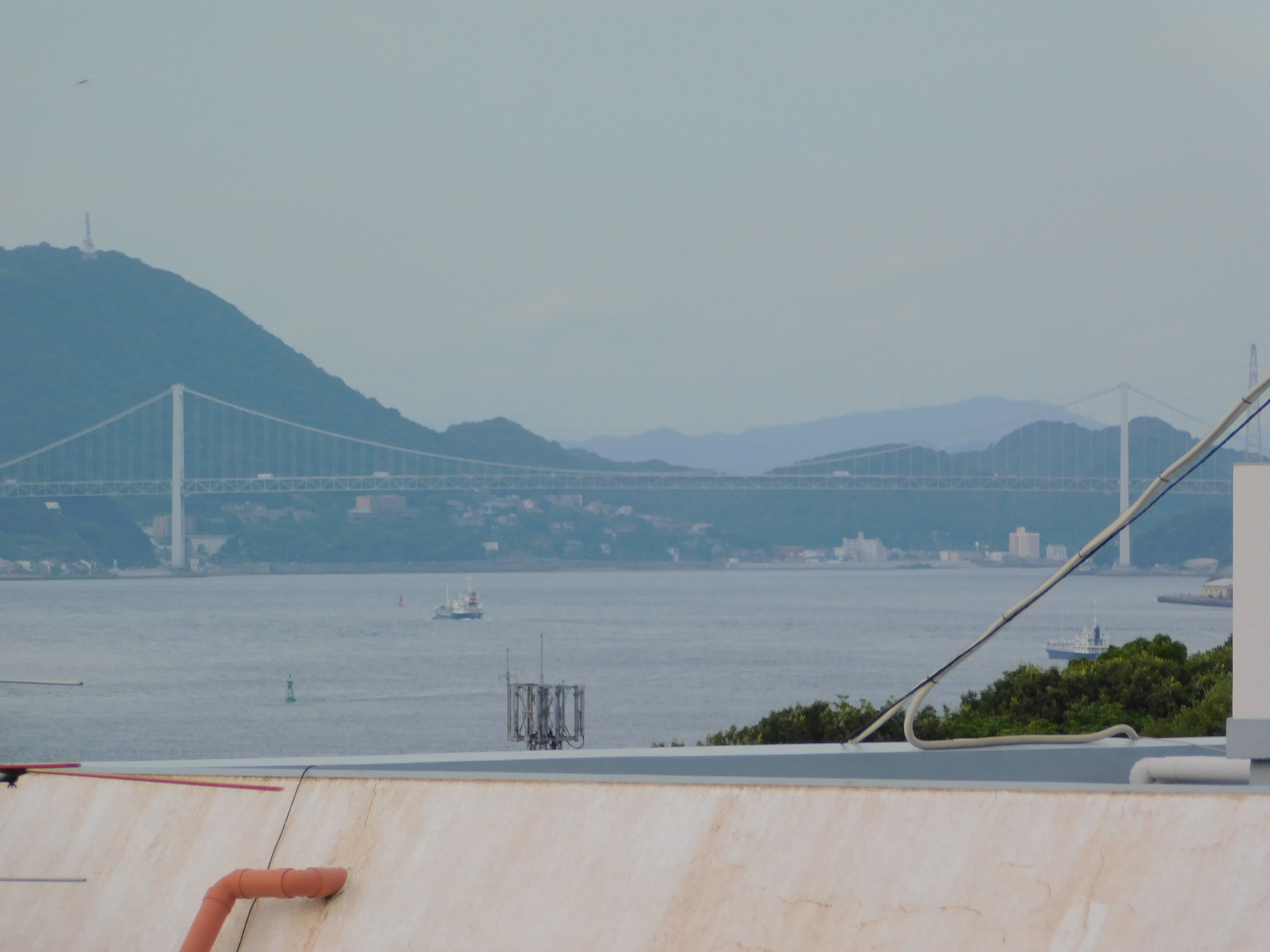
旧・延命寺八景園地区からの眺望。遠くに関門橋、壇ノ浦。
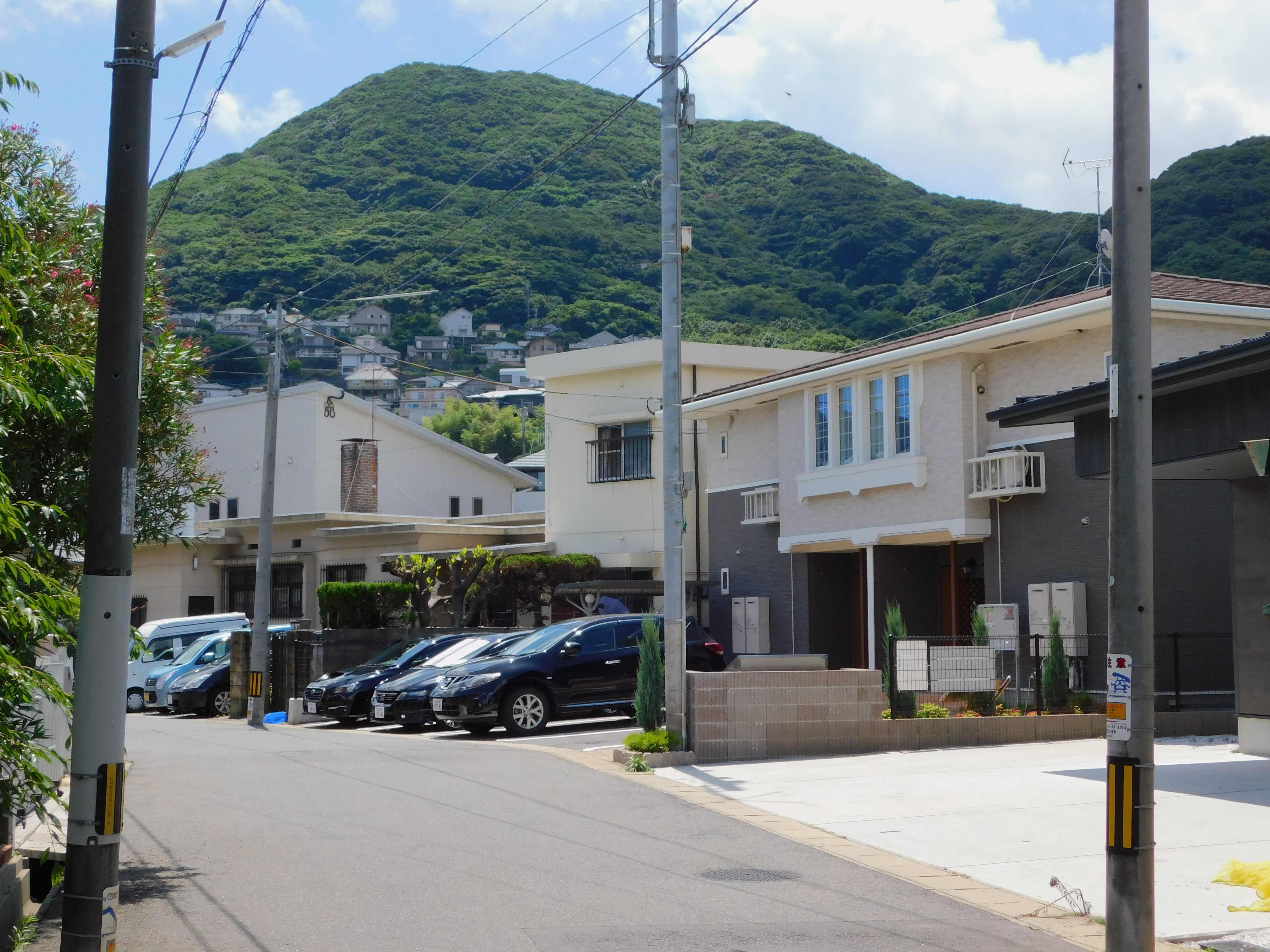
旧・延命寺八景園地区からの忘言亭山（現・富野台）。奇兵隊第一小隊（山田鵬輔隊）が陣取った。
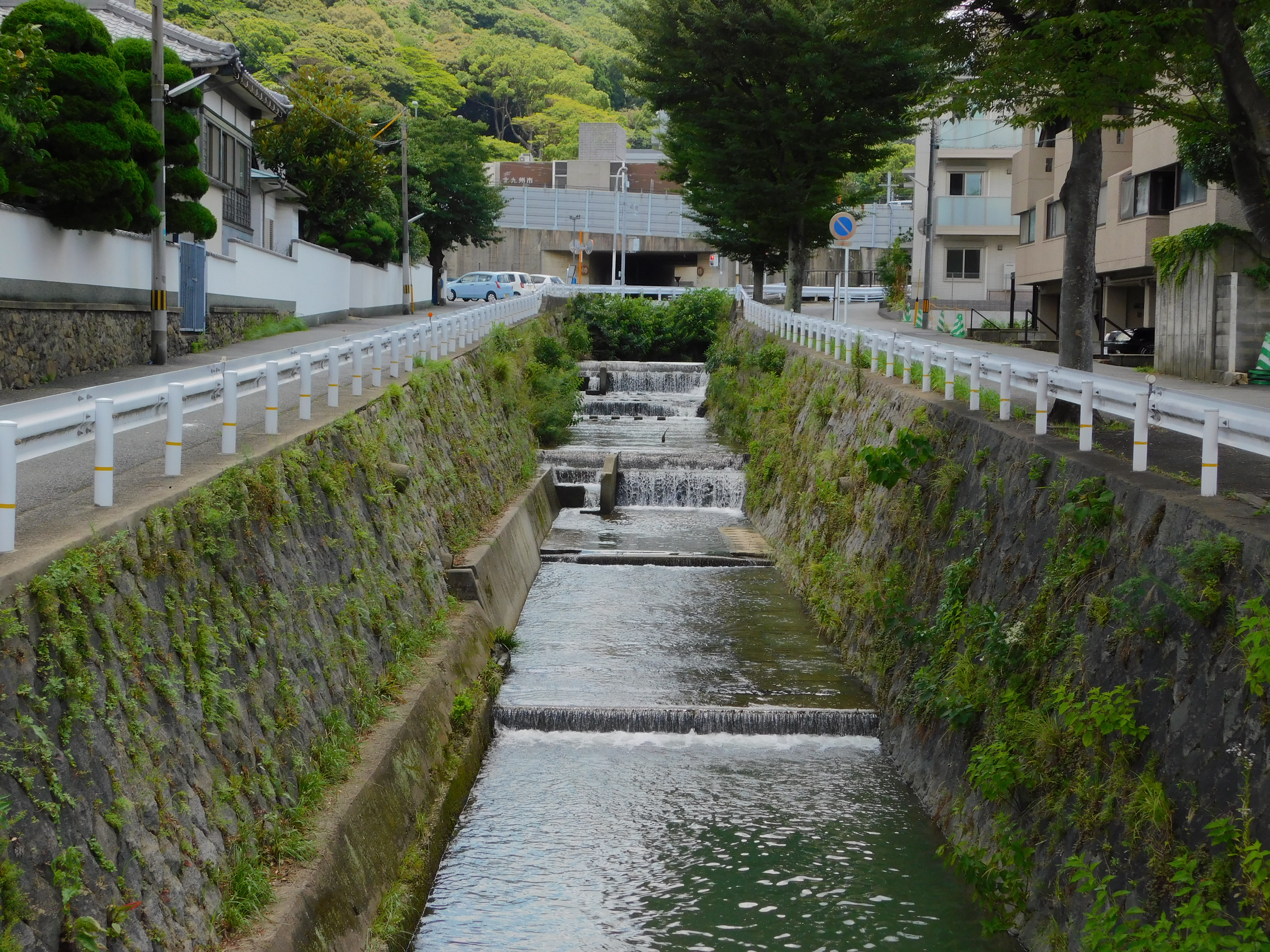
延命寺川（不軽寺近く）
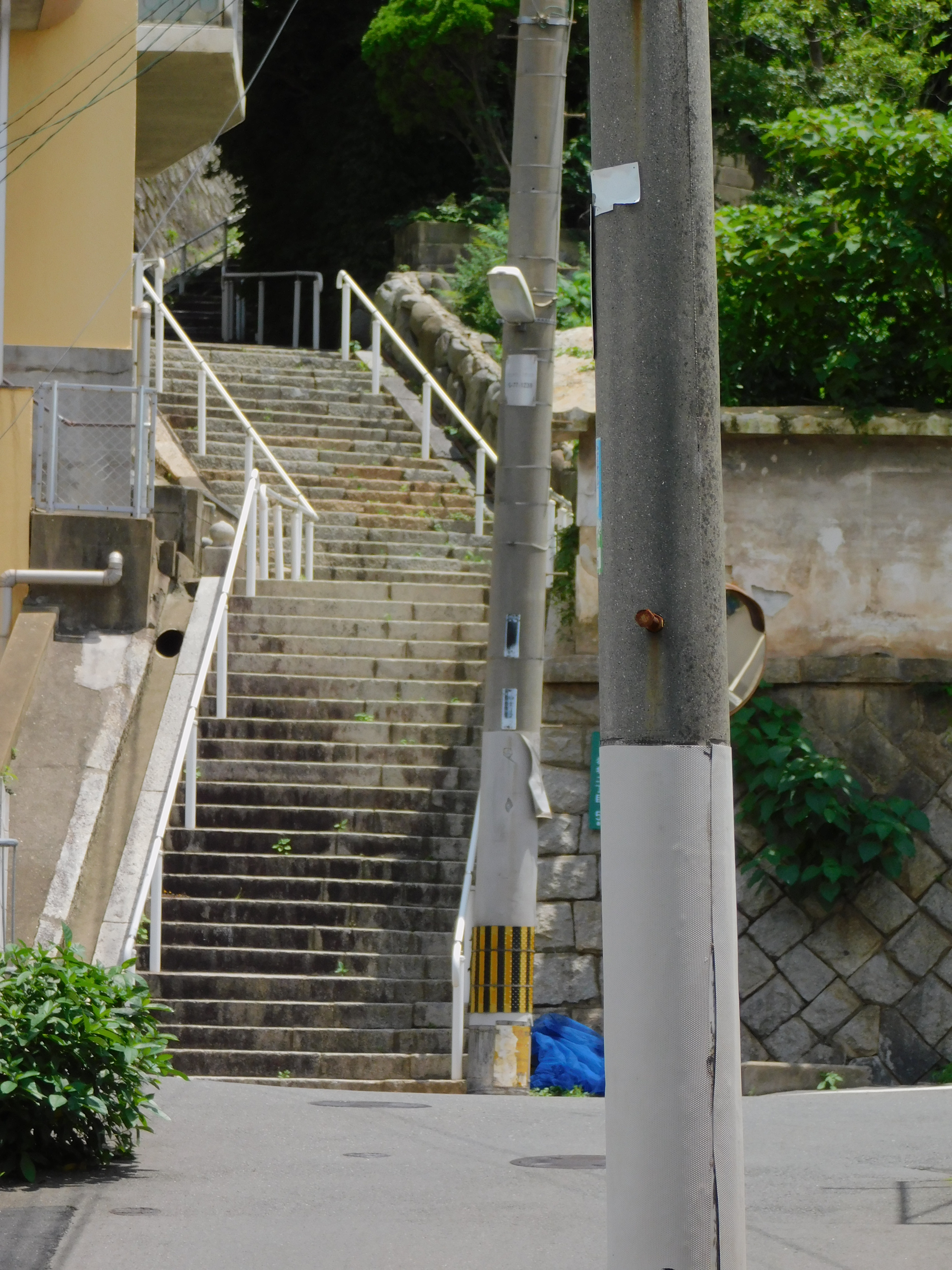
旧・延命寺（慶応2年の赤坂の戦いで全焼）の参道階段
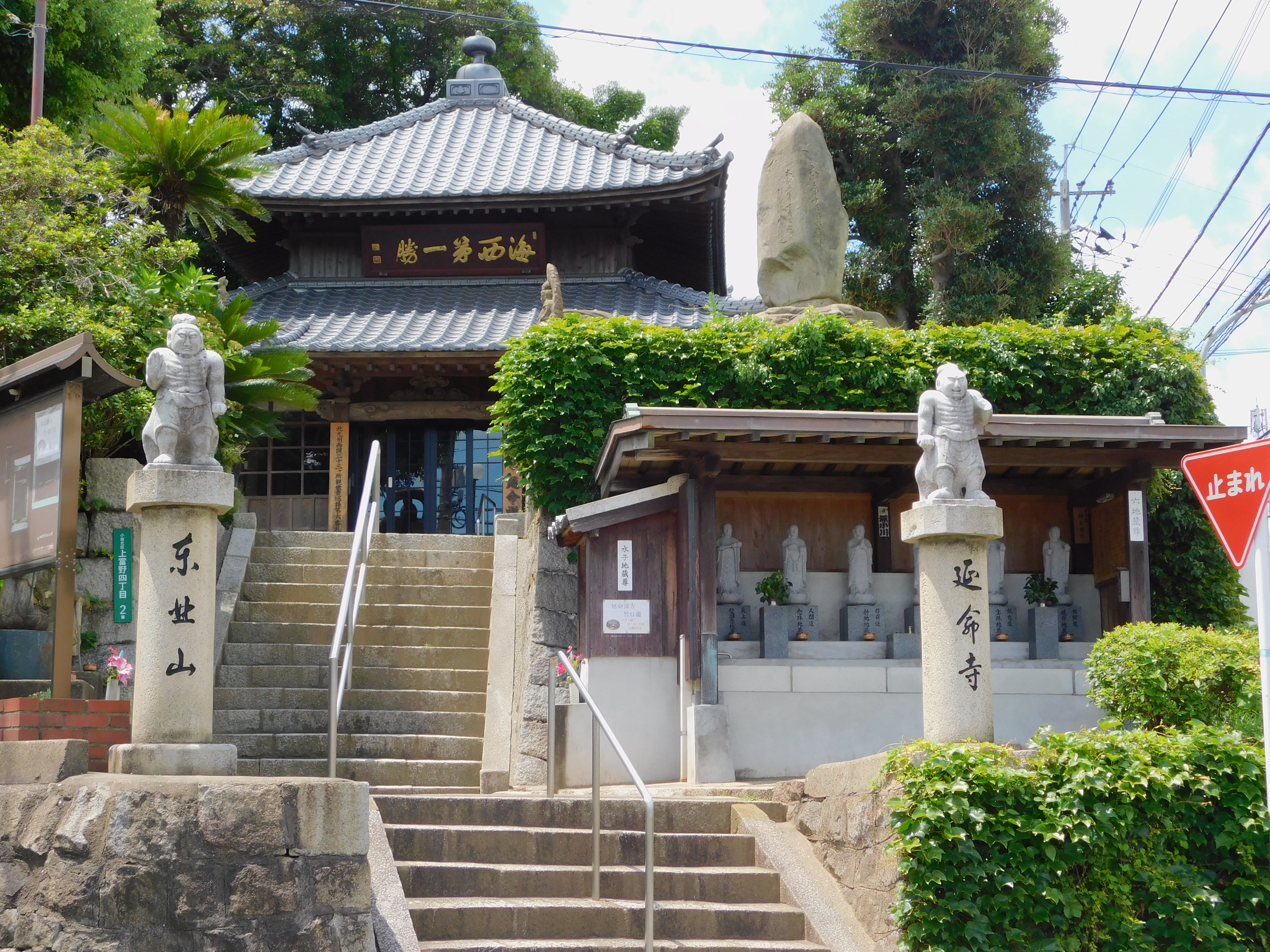
現在の延命寺（大正3年創建）